# 王玲 (1959年)
王玲（1959年12月—），女，汉族，山东宁阳人，中华人民共和国政治人物，曾任中共荆门市委书记、荆门市人大常委会主任、湖北省人大常委会党组书记、常务副主任。

## 生平
2018年2月24日，当选为第十三届全国人大代表。2018年1月，当选为湖北省人大常委会副主任，直到2023年1月卸任。